# Copa del Emperador 2014
La 94.ª Copa del Emperador (第94回天皇杯全日本サッカー選手権大会 Dai 94-kai Tennōhai Zennihon Sakkā Senshuken Taikai?) fue la edición 2014 de dicha competición de fútbol, la más antigua de Japón. El torneo comenzó el 5 de julio de 2014 y terminó el 13 de diciembre de 2014.
Fue la primera vez desde la 47.ª edición que la final no se celebró el 1 de enero del año siguiente; se trasladó a diciembre debido a que la Copa Asiática 2015 se disputaría en enero de 2015. También fue el primer torneo desde la 46.ª edición donde el partido definitorio no se llevó a cabo en el Estadio Nacional de Tokio, a causa de las importantes renovaciones que se programaron en preparación para los Juegos Olímpicos de Verano de 2020. En su lugar, fue elegido el Estadio Internacional de Yokohama como sede de la 94.ª final.
El campeón fue Gamba Osaka, tras vencer en la final a Montedio Yamagata. De esta manera, el conjunto del Kansai consiguió ganar el triplete local, que solamente había obtenido Kashima Antlers en 2000. Por lo mismo, disputó la Supercopa de Japón 2015 ante Urawa Red Diamonds, subcampeón de la J. League Division 1 2014.

## Calendario
| Etapa            | Fechas                                         | Número de equipos participantes | Observaciones                                                                                |
| ---------------- | ---------------------------------------------- | ------------------------------- | -------------------------------------------------------------------------------------------- |
| Primera ronda    | 5 y 6 (26) de julio de 2014                    | 48 (1+47) → 24                  | - 1: mejor club amateur en la Copa del Emperador 2013 - 47: ganadores de copas prefecturales |
| Segunda ronda    | 12 y 13 de julio de 2014 (6 de agosto de 2014) | 64 (24+18+22) → 32              | - 18: clubes de la J1 - 22: clubes de la J2                                                  |
| Tercera ronda    | 20 y 27 de agosto de 2014                      | 32 → 16                         | - Participación de los ganadores de la Segunda ronda                                         |
| Cuarta ronda     | 7 y 10 de septiembre de 2014                   | 16 → 8                          | - Participación de los ganadores de la Tercera ronda                                         |
| Cuartos de final | 11 y 15 de octubre de 2014                     | 8 → 4                           | - Participación de los ganadores de la cuarta ronda                                          |
| Semifinales      | 26 de noviembre de 2014                        | 4 → 2                           | - Participación de los ganadores de los cuartos de final                                     |
| Final            | 13 de diciembre de 2014                        | 2 → 1                           | - Participación de los ganadores de las semifinales                                          |

1. ↑  Sólo para el partido número 6, debido al retraso en la clasificación de la Prefectura de Hokkaidō
2. ↑  Sólo para el partido 32, debido al atraso en el encuentro 6 indicado anteriormente
3. ↑  El partido 57 entre Mito HollyHock y Sanfrecce Hiroshima en el Estadio del Gran Arco de Hiroshima fue postergado para el 27 de agosto debido a las obras de rescate por el deslizamiento de tierra ocurrido cerca.
4. ↑  Día de partido para clubes de la J. League Division 1 que avanzaron a los cuartos de final de la Copa J. League 2014, como así también de equipos de J. League Division 2 y J3 League que clasificaron a Octavos de final
5. ↑  Día de partido para clubes de la J. League Division 1 que avanzaron a las semifinales de la Copa J. League 2014, como así también de equipos de J. League Division 2 y J3 League que clasificaron a Cuartos de final

## Equipos participantes
88 formaron parte del torneo. Todos los clubes de la J. League Division 1 2014 y todos los de la J. League Division 2 2014 comenzaron su participación en la segunda ronda del certamen. Debido a la creación de la J3 League, un cupo fue cedido a Nagano Parceiro, el mejor club amateur de la Copa del Emperador 2013, quien arrancó su participación desde la primera ronda junto con los otros 47 equipos clasificados por ganar sus respectivas Copas de Prefectura. Entre estos últimos se destacaban 10 conjuntos de la J3 League 2014 (sin contar a Nagano y a la Selección sub-22 de la J. League) y 14 clubes de la Japan Football League 2014.

### J. League Division 1
Todos los 18 equipos pertenecientes a la J. League Division 1 2014.
- Albirex Niigata
- Cerezo Osaka
- Gamba Osaka
- Kashima Antlers
- Kashiwa Reysol
- Kawasaki Frontale
- Nagoya Grampus
- Omiya Ardija
- Sagan Tosu
- Sanfrecce Hiroshima
- Shimizu S-Pulse
- Tokushima Vortis
- F.C. Tokyo
- Urawa Red Diamonds
- Vegalta Sendai
- Ventforet Kofu
- Vissel Kobe
- Yokohama F. Marinos

### J. League Division 2
Todos los 22 equipos pertenecientes a la J. League Division 2 2014.
- Avispa Fukuoka
- Consadole Sapporo
- Ehime F.C.
- Fagiano Okayama
- F.C. Gifu
- Giravanz Kitakyushu
- JEF United Chiba
- Júbilo Iwata
- Kamatamare Sanuki
- Kataller Toyama
- Kyoto Sanga
- Matsumoto Yamaga
- Mito HollyHock
- Montedio Yamagata
- Oita Trinita
- Roasso Kumamoto
- Shonan Bellmare
- Thespakusatsu Gunma
- Tochigi S.C.
- Tokyo Verdy
- V-Varen Nagasaki
- Yokohama F.C.

### Mejor club amateur en la Copa del Emperador 2013
- Nagano Parceiro

### Representantes de las prefecturas
- Toyota Shūkyū-dan
- Blaublitz Akita
- Vanraure Hachinohe
- Urayasu S.C.
- F.C. Imabari
- Saurcos Fukui
- Universidad de Fukuoka
- Fukushima United
- Universidad de Gifu Keizai
- Tonan Maebashi Satellite
- SRC Hiroshima
- Norbritz Hokkaido
- Universidad Kwansei Gakuin
- Universidad de Tsukuba
- Zweigen Kanazawa
- Grulla Morioka
- Tadotsu Club
- Kagoshima United
- YSCC Yokohama
- Universidad de Kyoto Sangyo
- Universidad de Kōchi
- Kumamoto Teachers Football Club
- Veertien Kuwana
- Sony Sendai
- Honda Lock
- F.C. Ueda Gentian
- Mitsubishi Heavy Industry Nagasaki
- Nara Club
- Japan Soccer College
- Verspah Oita
- Fagiano Okayama Next
- F.C. Ryukyu
- F.C. Osaka
- Universidad de Saga
- Saitama S.C.
- Universidad Deportiva Biwako Seikei
- Dezzolla Shimane
- Fujieda MYFC
- Tochigi Uva
- Universidad de Meiji
- Escuela Secundaria Municipal de Tokushima
- Gainare Tottori
- Toyama Shinjo Club
- Arterivo Wakayama
- Montedio Yamagata Youth
- Universidad de Tokuyama
- Escuela Secundaria de la Universidad de Yamanashi Gakuin

## Resultados

### Fase preliminar
Los cruces de esta fase se anunciaron el 19 de mayo de 2014.

#### Primera ronda
| Fecha       | Ciudad      | Local                                                    | Resultado  | Visitante                   |
| ----------- | ----------- | -------------------------------------------------------- | ---------- | --------------------------- |
| 5 de julio  | Fukuoka     | Universidad de Fukuoka                                   | 2:1        | Universidad de Kōchi        |
| 5 de julio  | Osaka       | F.C. Osaka                                               | 0:5        | Zweigen Kanazawa            |
| 5 de julio  | Naruto      | Escuela Secundaria Municipal de Tokushima                | 1:7        | Kagoshima United            |
| 6 de julio  | Akita       | Blaublitz Akita                                          | 7:1        | Saitama S.C.                |
| 5 de julio  | Higashiōmi  | Universidad Deportiva Biwako Seikei                      | 7:0        | Universidad de Gifu Keizai  |
| 26 de julio | Sapporo     | Norbritz Hokkaido                                        | 1:2        | Tonan Maebashi Satellite    |
| 5 de julio  | Suzuka      | Veertien Kuwana                                          | 2:1 (t.s.) | Universidad de Kyoto Sangyo |
| 5 de julio  | Kashihara   | Nara Club                                                | 3:1        | Fukushima United            |
| 5 de julio  | Wakayama    | Arterivo Wakayama                                        | 2:4 (t.s.) | Fujieda MYFC                |
| 5 de julio  | Hitachinaka | Universidad de Tsukuba                                   | 1:2        | Sony Sendai                 |
| 6 de julio  | Saga        | Universidad de Saga                                      | 0:1        | Universidad de Tokuyama     |
| 6 de julio  | Matsue      | Dezzolla Shimane                                         | 0:5        | Verspah Oita                |
| 6 de julio  | Isahaya     | Mitsubishi Heavy Industry Nagasaki                       | 1:2        | Honda Lock                  |
| 5 de julio  | Kōfu        | Escuela Secundaria de la Universidad de Yamanashi Gakuin | 0:2        | Universidad de Meiji        |
| 5 de julio  | Tochigi     | Tochigi Uva                                              | 1:2        | Universidad Kwansei Gakuin  |
| 6 de julio  | Toyama      | Toyama Shinjo Club                                       | 0:7        | Saurcos Fukui               |
| 6 de julio  | Matsuyama   | F.C. Imabari                                             | 1:2        | Fagiano Okayama Next        |
| 6 de julio  | Matsumoto   | Nagano Parceiro                                          | 2:0        | Japan Soccer College        |
| 6 de julio  | Yamato      | YSCC Yokohama                                            | 3:1        | SRC Hiroshima               |
| 6 de julio  | Towada      | Vanraure Hachinohe                                       | 1:0        | Montedio Yamagata Youth     |
| 6 de julio  | Ōzu         | Kumamoto Teachers Football Club                          | 0:2        | F.C. Ryukyu                 |
| 6 de julio  | Morioka     | Grulla Morioka                                           | 0:1        | Urayasu S.C.                |
| 6 de julio  | Nagoya      | Toyota Shūkyū-dan                                        | 4:1        | Ueda Gentian                |
| 6 de julio  | Tottori     | Gainare Tottori                                          | 6:0        | Tadotsu Club                |

#### Segunda ronda
| Fecha       | Ciudad     | Local               | Resultado   | Visitante                           |
| ----------- | ---------- | ------------------- | ----------- | ----------------------------------- |
| 12 de julio | Fukuyama   | Sanfrecce Hiroshima | 5:2         | Universidad de Fukuoka              |
| 13 de julio | Mito       | Mito HollyHock      | 2:0         | Avispa Fukuoka                      |
| 12 de julio | Suita      | Gamba Osaka         | 5:1 (t.s.)  | Zweigen Kanazawa                    |
| 12 de julio | Naruto     | Tokushima Vortis    | 1:0         | Kagoshima United                    |
| 12 de julio | Chōfu      | F.C. Tokyo          | 8:0         | Blaublitz Akita                     |
| 12 de julio | Matsumoto  | Matsumoto Yamaga    | 1:0         | Kamatamare Sanuki                   |
| 12 de julio | Shizuoka   | Shimizu S-Pulse     | 5:0         | Universidad Deportiva Biwako Seikei |
| 6 de agosto | Sapporo    | Consadole Sapporo   | 5:0         | Tonan Maebashi Satellite            |
| 12 de julio | Osaka      | Cerezo Osaka        | 4:2 (t.s.)  | Veertien Kuwana                     |
| 13 de julio | Yokohama   | Yokohama F.C.       | 0:1         | Kataller Toyama                     |
| 12 de julio | Sendai     | Vegalta Sendai      | 1:2         | Nara Club                           |
| 12 de julio | Iwata      | Júbilo Iwata        | 2:0         | Fujieda MYFC                        |
| 12 de julio | Kashima    | Kashima Antlers     | (1) 2:2 (2) | Sony Sendai                         |
| 13 de julio | Kumamoto   | Roasso Kumamoto     | 0:1         | Montedio Yamagata                   |
| 13 de julio | Tosu       | Sagan Tosu          | 4:1         | Universidad de Tokuyama             |
| 13 de julio | Ōita       | Oita Trinita        | 2:1         | Verspah Oita                        |
| 12 de julio | Yokohama   | Yokohama F. Marinos | 3:0         | Honda Lock                          |
| 13 de julio | Tokio      | Tokyo Verdy         | 1:2         | Giravanz Kitakyushu                 |
| 12 de julio | Kōfu       | Ventforet Kofu      | 1:0         | Universidad de Meiji                |
| 12 de julio | Miki       | Vissel Kobe         | 1:2         | Universidad Kwansei Gakuin          |
| 13 de julio | Sakai      | Albirex Niigata     | 8:1         | Saurcos Fukui                       |
| 12 de julio | Isahaya    | V-Varen Nagasaki    | 3:1         | F.C. Gifu                           |
| 12 de julio | Kashiwa    | Kashiwa Reysol      | 4:0         | Fagiano Okayama Next                |
| 13 de julio | Chiba      | JEF United Chiba    | 3:2         | Nagano Parceiro                     |
| 12 de julio | Kawasaki   | Kawasaki Frontale   | 2:1         | YSCC Yokohama                       |
| 13 de julio | Fukuyama   | Fagiano Okayama     | 1:2         | Ehime F.C.                          |
| 12 de julio | Saitama    | Omiya Ardija        | 3:1         | Vanraure Hachinohe                  |
| 13 de julio | Hiratsuka  | Shonan Bellmare     | 2:1 (t.s.)  | F.C. Ryukyu                         |
| 12 de julio | Saitama    | Urawa Red Diamonds  | 8:2         | Urayasu S.C.                        |
| 12 de julio | Utsunomiya | Tochigi S.C.        | (0) 0:0 (3) | Thespakusatsu Gunma                 |
| 12 de julio | Nagoya     | Nagoya Grampus      | 12:0        | Toyota Shūkyū-dan                   |
| 13 de julio | Tottori    | Kyoto Sanga         | 3:1         | Gainare Tottori                     |

#### Tercera ronda
| Fecha        | Ciudad    | Local               | Resultado     | Visitante                  |
| ------------ | --------- | ------------------- | ------------- | -------------------------- |
| 27 de agosto | Hiroshima | Sanfrecce Hiroshima | 1:0           | Mito HollyHock             |
| 20 de agosto | Suita     | Gamba Osaka         | 1:0           | Tokushima Vortis           |
| 20 de agosto | Chōfu     | F.C. Tokyo          | 2:0           | Matsumoto Yamaga           |
| 20 de agosto | Shizuoka  | Shimizu S-Pulse     | 2:1           | Consadole Sapporo          |
| 20 de agosto | Osaka     | Cerezo Osaka        | 1:0           | Kataller Toyama            |
| 20 de agosto | Iwata     | Nara Club           | 0:5           | Júbilo Iwata               |
| 20 de agosto | Sendai    | Sony Sendai         | 0:1           | Montedio Yamagata          |
| 20 de agosto | Tosu      | Sagan Tosu          | 3:1           | Oita Trinita               |
| 20 de agosto | Yokohama  | Yokohama F. Marinos | 2:3 (t.s.)    | Giravanz Kitakyushu        |
| 20 de agosto | Kōfu      | Ventforet Kofu      | 2:1           | Universidad Kwansei Gakuin |
| 20 de agosto | Niigata   | Albirex Niigata     | 1:2 (t.s.)    | V-Varen Nagasaki           |
| 20 de agosto | Kashiwa   | Kashiwa Reysol      | (11) 1:1 (12) | JEF United Chiba           |
| 20 de agosto | Kawasaki  | Kawasaki Frontale   | 0:1           | Ehime F.C.                 |
| 20 de agosto | Saitama   | Omiya Ardija        | 2:1           | Shonan Bellmare            |
| 20 de agosto | Saitama   | Urawa Red Diamonds  | 1:2           | Thespakusatsu Gunma        |
| 20 de agosto | Nagoya    | Nagoya Grampus      | 4:0           | Kyoto Sanga                |

#### Cuarta ronda
| Fecha            | Ciudad    | Local               | Resultado   | Visitante        |
| ---------------- | --------- | ------------------- | ----------- | ---------------- |
| 10 de septiembre | Hiroshima | Sanfrecce Hiroshima | 1:3         | Gamba Osaka      |
| 7 de septiembre  | Chōfu     | F.C. Tokyo          | 1:2         | Shimizu S-Pulse  |
| 10 de septiembre | Osaka     | Cerezo Osaka        | 2:0         | Júbilo Iwata     |
| 10 de septiembre | Tosu      | Montedio Yamagata   | 1:0 (t.s.)  | Sagan Tosu       |
| 10 de septiembre | Kōfu      | Giravanz Kitakyushu | (4) 0:0 (3) | Ventforet Kofu   |
| 10 de septiembre | Chiba     | V-Varen Nagasaki    | 1:2 (t.s.)  | JEF United Chiba |
| 10 de septiembre | Saitama   | Ehime F.C.          | 1:2         | Omiya Ardija     |
| 10 de septiembre | Nagoya    | Thespakusatsu Gunma | 0:1         | Nagoya Grampus   |

### Fase final
Los cruces de esta fase se sortearon el 15 de septiembre de 2014.

#### Cuadro de desarrollo
|  | Cuartos de final    | Cuartos de final   |                   |                  | Semifinales     | Semifinales     |  |             | Final           | Final           |  |
|  | 11 y 15 de octubre  | 11 y 15 de octubre |                   |                  | 26 de noviembre | 26 de noviembre |  |             | 13 de diciembre | 13 de diciembre |  |
|  |                     |                    |                   |                  |                 |                 |  |             |                 |                 |  |
|  |                     |                    |                   |                  |                 |                 |  |             |                 |                 |  |
|  | Gamba Osaka         | 2                  |                   |                  |                 |                 |  |             |                 |                 |  |
|  | Gamba Osaka         | 2                  |                   |                  |                 |                 |  |             |                 |                 |  |
|  | Omiya Ardija        | 0                  |                   |                  |                 |                 |  |             |                 |                 |  |
|  | Omiya Ardija        | 0                  |                   | Gamba Osaka      | 5               |                 |  |             |                 |                 |  |
|  |                     |                    |                   | Gamba Osaka      | 5               |                 |  |             |                 |                 |  |
|  |                     |                    | Shimizu S-Pulse   | 2                |                 |                 |  |             |                 |                 |  |
|  | Nagoya Grampus      | 2 (3)              | Shimizu S-Pulse   | 2                |                 |                 |  |             |                 |                 |  |
|  | Nagoya Grampus      | 2 (3)              |                   |                  |                 |                 |  |             |                 |                 |  |
|  | Shimizu S-Pulse (p) | 2 (5)              |                   |                  |                 |                 |  |             |                 |                 |  |
|  | Shimizu S-Pulse (p) | 2 (5)              |                   |                  |                 |                 |  | Gamba Osaka | 3               |                 |  |
|  |                     |                    |                   |                  |                 |                 |  | Gamba Osaka | 3               |                 |  |
|  |                     |                    | Montedio Yamagata | 1                |                 |                 |  |             |                 |                 |  |
|  | Cerezo Osaka        | 0                  | Montedio Yamagata | 1                |                 |                 |  |             |                 |                 |  |
|  | Cerezo Osaka        | 0                  |                   |                  |                 |                 |  |             |                 |                 |  |
|  | JEF United Chiba    | 1                  |                   |                  |                 |                 |  |             |                 |                 |  |
|  | JEF United Chiba    | 1                  |                   | JEF United Chiba | 2               |                 |  |             |                 |                 |  |
|  |                     |                    |                   | JEF United Chiba | 2               |                 |  |             |                 |                 |  |
|  |                     |                    | Montedio Yamagata | 3                |                 |                 |  |             |                 |                 |  |
|  | Montedio Yamagata   | 1                  | Montedio Yamagata | 3                |                 |                 |  |             |                 |                 |  |
|  | Montedio Yamagata   | 1                  |                   |                  |                 |                 |  |             |                 |                 |  |
|  | Giravanz Kitakyushu | 0                  |                   |                  |                 |                 |  |             |                 |                 |  |
|  | Giravanz Kitakyushu | 0                  |                   |                  |                 |                 |  |             |                 |                 |  |
|  |                     |                    |                   |                  |                 |                 |  |             |                 |                 |  |

- Los horarios de los partidos corresponden al huso horario de Japón: (UTC+9)

#### Cuartos de final
| Fecha         | Ciudad | Estadio                         | Local             | Resultado   | Visitante           |
| ------------- | ------ | ------------------------------- | ----------------- | ----------- | ------------------- |
| 15 de octubre | Suita  | Estadio de la Expo '70 de Osaka | Gamba Osaka       | 2:0         | Omiya Ardija        |
| 11 de octubre | Nagoya | Estadio Atlético Mizuho         | Nagoya Grampus    | (3) 2:2 (5) | Shimizu S-Pulse     |
| 15 de octubre | Osaka  | Estadio Kincho                  | Cerezo Osaka      | 0:1         | JEF United Chiba    |
| 15 de octubre | Tendō  | Estadio de Yamagata             | Montedio Yamagata | 1:0         | Giravanz Kitakyushu |

| 15 de octubre de 2014, 19:00 | Gamba Osaka             | 2:0 (0:0) | Omiya Ardija | Estadio de la Expo '70 de Osaka, Suita                        |                                                               |
|                              | Futagawa 59' · Satō 84' | Reporte   |              | Asistencia: 3.604 espectadores Árbitro(s): Nobutsugu Murakami | Asistencia: 3.604 espectadores Árbitro(s): Nobutsugu Murakami |

| 11 de octubre de 2014, 19:04 | Nagoya Grampus                     | 2:2 (2:2, 0:0) (t. s.)(3:5 p.) | Shimizu S-Pulse                             | Estadio Atlético Mizuho, Nagoya                            |                                                            |
|                              | Ogawa 72' · Nagai 82'              | Reporte                        | Y. Takagi 65' · T. Takagi 67'               | Asistencia: 6.113 espectadores Árbitro(s): Hiroyuki Kimura | Asistencia: 6.113 espectadores Árbitro(s): Hiroyuki Kimura |
|                              |                                    | Tiros desde el punto penal     |                                             |                                                            |                                                            |
|                              | Tanaka · Isomura · Nakamura · Yada |                                | Ōmae · T. Takagi · Honda · Musaka · Hiraoka |                                                            |                                                            |

| 15 de octubre de 2014, 19:04 | Cerezo Osaka | 0:1 (0:0) | JEF United Chiba | Estadio Kincho, Osaka                                  |                                                        |
|                              |              | Reporte   | Tashiro 54'      | Asistencia: 4.874 espectadores Árbitro(s): Minoru Tōjō | Asistencia: 4.874 espectadores Árbitro(s): Minoru Tōjō |

| 15 de octubre de 2014, 19:04 | Montedio Yamagata | 1:0 (0:0) | Giravanz Kitakyushu | Estadio de Yamagata, Tendō                               |                                                          |
|                              | Kawanishi 79'     | Reporte   |                     | Asistencia: 3.456 espectadores Árbitro(s): Hajime Matsuo | Asistencia: 3.456 espectadores Árbitro(s): Hajime Matsuo |

#### Semifinales
| Fecha           | Ciudad | Estadio           | Local            | Resultado | Visitante         |
| --------------- | ------ | ----------------- | ---------------- | --------- | ----------------- |
| 26 de noviembre | Chōfu  | Estadio Ajinomoto | Gamba Osaka      | 5:2       | Shimizu S-Pulse   |
| 26 de noviembre | Osaka  | Estadio Nagai     | JEF United Chiba | 2:3       | Montedio Yamagata |

| 26 de noviembre de 2014, 19:04 | Gamba Osaka                                | 5:2 (3:2) | Shimizu S-Pulse            | Estadio Ajinomoto, Chōfu                               |                                                        |
|                                | Usami 9', 72' · Patric 14', 37' · Lins 85' | Reporte   | Kagami 20' · Y. Takagi 24' | Asistencia: 6.708 espectadores Árbitro(s): Jumpei Iida | Asistencia: 6.708 espectadores Árbitro(s): Jumpei Iida |

| 26 de noviembre de 2014, 19:04 | JEF United Chiba          | 2:3 (1:2) | Montedio Yamagata                       | Estadio Nagai, Osaka                                      |                                                           |
|                                | Takeuchi 23' · Yazawa 54' | Reporte   | Yamazaki 2' · B.Y. Kim 33' · Yamada 71' | Asistencia: 2.221 espectadores Árbitro(s): Yūdai Yamamoto | Asistencia: 2.221 espectadores Árbitro(s): Yūdai Yamamoto |

#### Final
| Fecha           | Ciudad   | Estadio               | Local       | Resultado | Visitante         |
| --------------- | -------- | --------------------- | ----------- | --------- | ----------------- |
| 13 de diciembre | Yokohama | Estadio Internacional | Gamba Osaka | 3:1       | Montedio Yamagata |

| 13 de diciembre de 2014, 14:04 | Gamba Osaka                | 3:1 (2:0) | Montedio Yamagata | Estadio Internacional, Yokohama                        |                                                        |
|                                | Usami 4', 85' · Patric 22' | Reporte   | Romero 62'        | Asistencia: 47.829 espectadores Árbitro(s): Ryūji Satō | Asistencia: 47.829 espectadores Árbitro(s): Ryūji Satō |

|                                |
| Bandera de Prefectura de Osaka |
| Campeón Gamba Osaka 4.º título |